# James Arthur Estey
James Arthur Estey (1886 - 1961) fue un economista canadiense, nacionalizado en Estados Unidos, conocido por sus estudios sobre el ciclo económico.

## Estudios
Se graduó como licenciado de la Universidad de Acadia en 1907; recibió la beca Rhodes de la Universidad de Oxford, donde realizó estudios de posgrado entre 1907 y 1910; obtuvo el doctorado en la Universidad de Wisconsin en 1911.

## Vida profesional
Trabajó como profesor de la Universidad de Dalhousie en 1912, en la Universidad de Wisconsin en 1913 y la Universidad de Purdue, desde 1914. Se destacó allí especialmente en la cátedra de Economía agrícola y entre 1929 y 1953 fue Jefe del Departamento de Historia, Economía y Gobierno de Purdue. En 1938 recibió el premio al mejor profesor de Purdue. En 1941 publicó su libro más conocido, Business Cycles: their nature, cause, and control ("Tratado sobre los ciclos económicos"), que fue posteriormente traducido del inglés, al castellano y al polaco. Después de su jubilación en 1956 continuó enseñando clases de postgrado en la Universidad de Indiana y en Purdue.
Ayudó a organizar y se desempeñó como presidente, tanto de la Asociación de Economía del Medio Oeste, como de la Academia de Ciencias Sociales de Indiana.

## Otras actividades
Además de ser un destacado economista, fue un músico consumado, lingüista e historiador, con un amplio conocimiento de la literatura.

## Escritos
- Revolutionary Syndicalism: An Exposition and a Criticism. London: P.S. King & Son, 1913; reimpreso por Kessinger Publishing, LLC, 2010
- "Financing the Sale of Automobiles"; The Annals of the American Academy of Political and Social Science 1841, noviembre de 1924.
- The Rehabilitation of a Street Railway"; National Municipal Review XIV (1): 20-25, enero de 1925.
- "Stabilizing Agricultural Prices"; The Journal of Political Economy XXXIII (1): 81-93. Febrero de 1925.
- "Group Life Insurance For Professors,"; School and Society XXII (563): 1-5. 10 de octubre de 1925.
- "The Incidence of Pension Payments"; School and Society XXV (642): 441-448. 16 de abril de 1927.
- The labor problem. McGraw-Hill, 1928.
- "Orthodox Economic Theory: A Defense"; The Journal of Political Economy XLIV (6): 791-802. Diciembre de 1936.
- Business Cycles: their nature, cause, and control. New York: Prentice-Hall, Inc. 1941, segunda edición 1956, tercera edición 1960.

En Español:
Tratado sobre los ciclos económicos. México: Fondo de Cultura Económica, 1948, segunda edición 1953, tercera edición 1960, ISBN 9681615484